# ویلا رجینا
ویلا رجینا (به اسپانیایی: Villa Regina) یک منطقهٔ مسکونی در آرژانتین است که در بخش خنرال روکا (ریو نگرو) واقع شده‌است. ویلا رجینا ۳۳٬۰۸۹ نفر جمعیت دارد و ۱۸۴ متر بالاتر از سطح دریا واقع شده‌است.